# St. Nikolaus (Opfingen)

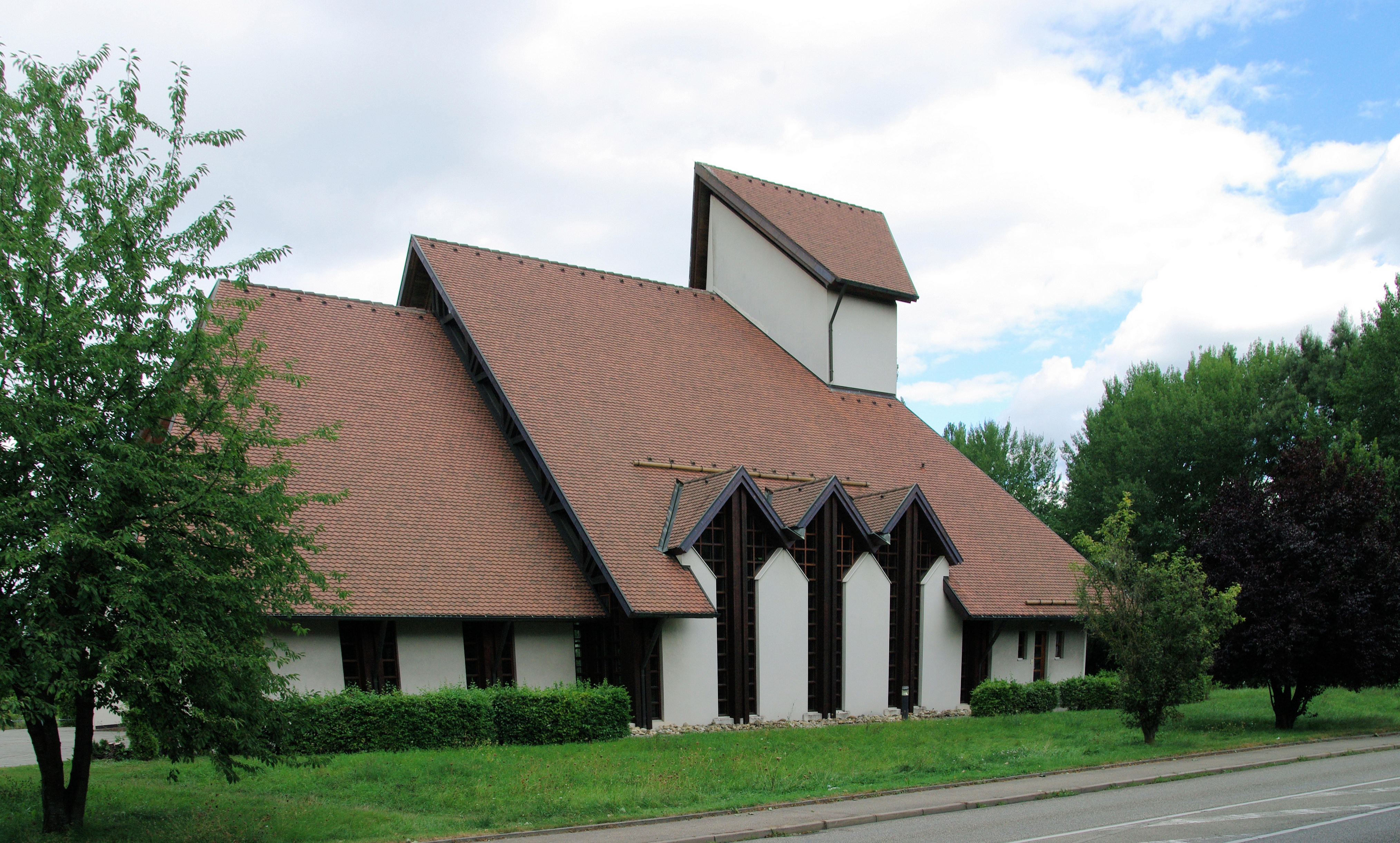
Kirche St. Nikolaus, Freiburg-Opfingen

St. Nikolaus ist eine römisch-katholische Filialkirche im Stadtteil Opfingen der Stadt Freiburg im Breisgau. Sie gehört zur Kirchengemeinde Freiburg-Tuniberg im Dekanat Freiburg der Erzdiözese Freiburg.
Das Kirchengebäude im ehemals überwiegend evangelisch geprägten Opfingen wurde in den Jahren 1984 bis 1986  nach Plänen des Freiburger Architekten Michel Geis errichtet und steht an der Freiburger Straße am Ortseingang. Für den Bau wurden überwiegend regionale Baustoffe aus dem Breisgau – Sandstein, verputztes Mauerwerk und Holz – verwendet. Das Patronat St. Nikolaus erinnert an die ehemalige St. Nikolaus-Kapelle im Opfinger Ortsteil St. Nikolaus.

## Beschreibung

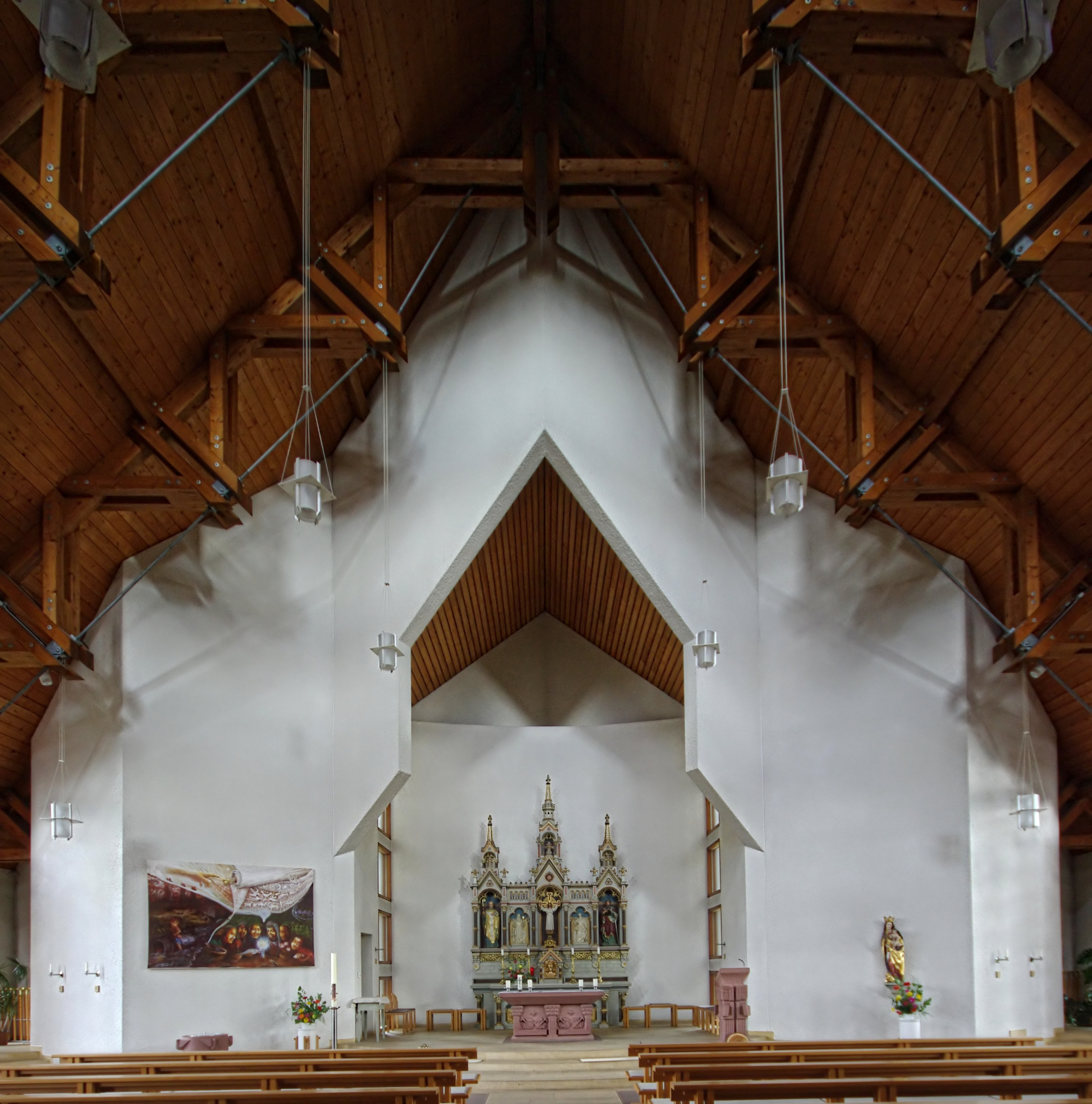
Innenansicht

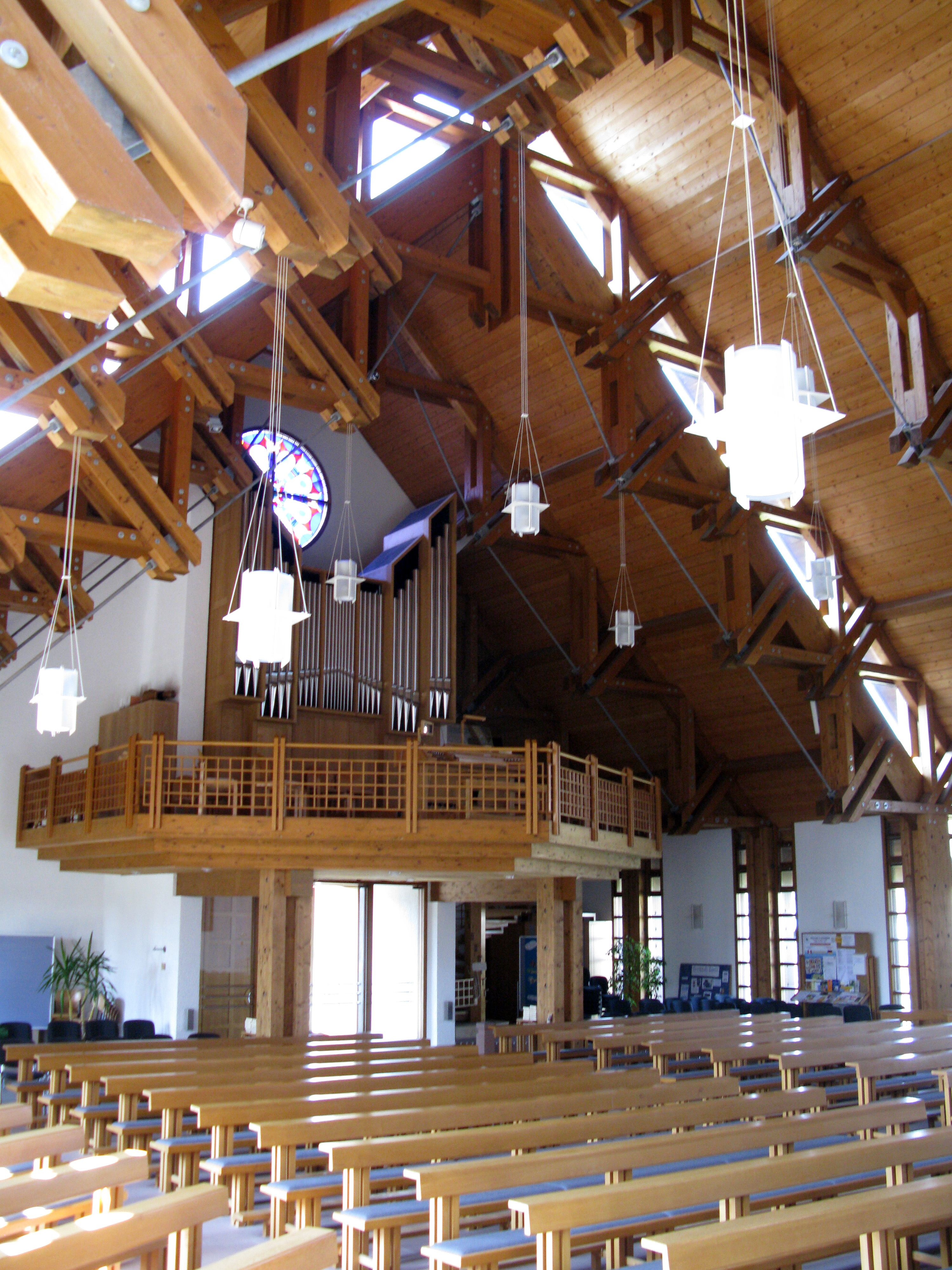
Innen, Blick zur Orgel

### Gebäude
Der geostete Bau fällt auf durch sein großes, verhältnismäßig weit heruntergezogenes, gestuftes Satteldach und seinen dieses nur wenig überragenden wuchtigen Kirchturm mit sechseckigem Grundriss auf der Ostseite des Gebäudes, der ebenfalls mit einem ziegelbelegten Satteldach gedeckt ist. Das Kirchengebäude mit symmetrischem Grundriss ist stark von dreieckigen Formen geprägt.

### Inneres
Im Innern der gut mit natürlichem Licht belichteten Kirche fällt der Blick beim Eintritt auf die Chorrückwand, vor der ein 1885 entstandener Altar des Offenburger Bildhauers Franz Joseph Simmler steht, der sich ursprünglich in der Pfarrkirche Peter und Paul in Waltershofen befand. Davor steht der Zelebrationsaltar, der ebenso wie der Ambo und der Taufstein von dem Freiburger Bildhauer H. P. Wernet aus rotem Sandstein geschaffen wurde. Von ihm stammt auch das Eingangsportal aus Eichenholz mit einer Darstellung des segnenden St. Nikolaus.

### Orgel
Im Jahr 2003 baute die Werkstatt Waldkircher Orgelbau Jäger & Brommer eine neue Orgel auf der Empore im hinteren Teil der Kirche auf. Das Orgelwerk verfügt über 22 Register auf zwei Manualen und Pedal und ist unter anderem mit einem Zimbelstern ausgestattet.

### Glocken
Im Turm befindet sich seit 2019 ein vierstimmiges Glockengeläut. Eine Glocke, die heute zweitgrößte, gegossen von der Karlsruher Glocken- und Kunstgießerei, war schon seit 1986 vorhanden. 2019 goss dann die Glockengießerei Bachert drei weitere Glocken, die die Einzelglocke zu einem Geläut mit dem Läutemotiv Salve Regina ergänzen.
| Glocke | Durchmesser | Gewicht  | Schlagton |
| ------ | ----------- | -------- | --------- |
| 1      | 1230 mm0    | 1056 kg0 | e′+6      |
| 2      | 976 mm      | 571 kg   | gis′+3    |
| 3      | 819 mm      | 328 kg   | h′+8      |
| 4      | 730 mm      | 236 kg   | cis″+8    |

## Nachweise
1. ↑  Disposition auf der Site der Waldkircher Orgelbau
2. ↑  Die Orgel auf orgel-verzeichnis.de, hier auch zahlreiche Bilder von Orgel und Kirche
3. ↑  Glockeninspektion Erzbistum Freiburg: Kath. Filialkirche St. Nikolaus in Freiburg-Opfingen

Koordinaten: 47° 59′ 59,47″ N, 7° 43′ 12″ O